# Michaël Jeremiasz
Michaël Jeremiasz, né le 15 octobre 1981 à Paris, est un joueur français de tennis en fauteuil roulant, professionnel de 2001 à 2016.
Il a notamment été champion paralympique en double aux côtés de Stéphane Houdet lors des Jeux de Pékin en 2008. Il a aussi remporté 8 titres du Grand Chelem en double.

## Biographie
Michaël Jeremiasz pratique le tennis depuis l'âge de 6 ans et a été classé 5/6. Le 7 février 2000, alors qu'il était en vacances à Avoriaz, il est victime d'un accident de ski qui le laisse paraplégique. Il passe neuf mois en rééducation et devient en même temps titulaire d'un DEUG de LEA.
En-dehors de ses activités sportives et médiatiques, il travaille pour le ministère de la défense, affecté à l'agence de reconversion de la défense, et gère Handiamo, une société de management pour sportifs en situation de handicap. En 2011, avec son frère, Jonathan, et son épouse, Carolyn, il crée l'association Comme les Autres, qui a pour objectif d'aider les personnes en situation de handicap à la suite d'un accident à reconstruire une vie sociale et professionnelle. Il est également consultant en entreprise sur les thématiques liées au handicap par l'intermédiaire de sa société Alegro Consult.
Il est le porte-drapeau de la délégation française lors de la cérémonie d'ouverture Jeux paralympiques de Rio en 2016. Un documentaire intitulé Les Superhéros, diffusé sur France 4 le 7 septembre 2016, lui est en partie consacré, ainsi qu'à Marie-Amélie Le Fur, Sandrine Martinet-Aurières, Théo Curin et Mathieu Bosredon.
Depuis 2017, il dirige le French Riviera Open disputé à Sophia Antipolis. À partir d'avril 2018, il fait partie de la commission des athlètes, une instance de dix-huit sportifs présidée par Martin Fourcade qui va travailler à la préparation concrète des Jeux olympiques et paralympiques de 2024.
En 2018, il devient consultant pour Canal+, il participe au Canal Sports Club.  Il participe à l'émission durant les deux premières saisons de 2018 à 2020. En 2022, il rejoint France Télévisions pour commenter le tournoi de Roland-Garros.
En 2024, il fait partie des derniers relayeurs de la flamme lors de la cérémonie d'ouverture des Jeux paralympiques de Paris.
Marié avec Carolyn, kinésithérapeute, il a un fils né en 2016.
Il a coécrit deux ouvrages autobiographiques : Mon fauteuil, mes amours, mes emmerdes en 2011, puis Ma vie est un sport de combat en 2018.

## Carrière
Michaël Jeremiasz débute sur le circuit en 2001 et signe ses premiers succès notables deux ans plus tard en double à l'Open d'Australie et au British Open avec David Hall. Il participe à la finale du Masters en fin d'année.
En 2004, il remporte un total de 19 titres dont l'Open du Japon et le British Open en double. Grâce à deux titres en Super Series et une médaille d'argent aux Jeux paralympiques, il devient n°1 mondial en double. En simple, il est finaliste au Masters et remporte le tournoi de Saint-Louis. L'année suivante, avec huit titres dont un à l'USTA Open ainsi qu'une finale à l'US Open, il décroche la place de n°1 mondial en simple au mois d'octobre. Il s'adjuge également son premier tournoi du Grand Chelem en à l'US Open avec Robin Ammerlaan. En 2006, il remporte l'Open d'Australie et signe en fin d'année un doublé à l'US Open, toujours avec Ammerlaan après avoir perdu en finale contre ce dernier en simple.
En 2007, il remporte avec Stéphane Houdet son premier Roland-Garros ainsi que le Masters de double. En 2008, il devient champion paralympique aux Jeux de Pékin avec Houdet et s'adjuge également l'Open de France en simple. En 2009, toujours avec Houdet, il remporte deux nouveaux tournoi du Grand Chelem à Roland-Garros et Wimbledon. Absent des courts pendant plusieurs mois à cause de diverses blessures, il fait un retour remarqué en 2011 avec des victoires en double à l'Open de Floride, l'Open de France et au Masters. Début 2012, il gagne son dernier tournoi majeur en simple à Sydney contre Maikel Scheffers. Il obtient dès lors ses principaux résultats en double avec un titre à Wimbledon cette année-là, puis à l'Open d'Australie et à l'US Open l'année suivante.
Peu actif en 2014, il participe à deux finales à Wimbledon et l'US Open en 2015 et remporte le Masters avec Gordon Reid. En 2016, il annonce qu'il dispute son dernier Roland-Garros et ses derniers Jeux paralympiques et qu'il mettra un terme à sa carrière au mois de novembre. Il remporte cinq titre cette année, le dernier à l'Open de France avec Stefan Olsson. Lors des Jeux de Rio de Janeiro, il est huitième de finaliste en simple et quart de finaliste en double avec Frédéric Cattaneo.

## Palmarès

### Jeux paralympiques
- Athènes 2004 :
  -  médaille d'argent en double messieurs avec Lahcen Majdi
  -  médaille de bronze en simple messieurs
- Pékin 2008 :
  -  médaille d'or en double messieurs avec Stéphane Houdet
- Londres 2012 :
  -  médaille de bronze en double messieurs avec Stéphane Houdet

### Tournois du Grand Chelem

#### Finales en simple (2)
| Année | Tournoi | Adversaire en finale | Score          |
| 2005  | US Open | Robin Ammerlaan      | 6-1, 6-3       |
| 2006  | US Open | Robin Ammerlaan      | 61-7, 6-3, 7-5 |

#### Victoires en double (8)
| Année | Tournoi          | Partenaire       | Adversaires en finale              | Score          |
| 2005  | US Open          | Robin Ammerlaan  | David Hall Jayant Mistry           | 6-1, 6-2       |
| 2006  | US Open          | Robin Ammerlaan  | Shingo Kunieda Tadeusz Kruszelnick | 7-62, 6-1      |
| 2007  | Roland-Garros    | Stéphane Houdet  | Shingo Kunieda Satoshi Saida       | 7-64, 6-1      |
| 2009  | Roland-Garros    | Stéphane Houdet  | Robin Ammerlaan Maikel Scheffers   | 6-2, 7-5       |
| 2009  | Wimbledon        | Stéphane Houdet  | Robin Ammerlaan Shingo Kunieda     | 1-6, 6-4, 7-63 |
| 2012  | Wimbledon        | Tom Egberink     | Robin Ammerlaan Ronald Vink        | 6-4, 6-2       |
| 2013  | Open d'Australie | Shingo Kunieda   | Stefan Olsson Adam Kellerman       | 6-0, 6-1       |
| 2013  | US Open          | Maikel Scheffers | Gustavo Fernández Joachim Gérard   | 6-0, 4-6, 6-3  |

### Masters

#### Victoires en double (4)
| Année | Lieu          | Partenaire      | Vainqueurs                        | Résultat      |
| ----- | ------------- | --------------- | --------------------------------- | ------------- |
| 2005  | Bergame       | Jayant Mistry   | Martin Legner / Satoshi Saida     | 6-1, 6-2      |
| 2007  | Bergame       | Stéphane Houdet | Maikel Scheffers / Ronald Vink    | 2-6, 6-4, 6-2 |
| 2011  | Amsterdam     | Tom Egberink    | Robin Ammerlaan / Stéphane Houdet | 6-4, 6-2      |
| 2015  | Mission Viejo | Gordon Reid     | Joachim Gérard / Stéphane Houdet  | 6-1, 6-4      |

## Décorations
- Chevalier de l'ordre national du Mérite (2004)
- Chevalier de la Légion d'honneur (2008) [11]

## Publications
Ouvrages coécrits :
- Michaël Jeremiasz et Marc Germanangue, Mon fauteuil, mes amours, mes emmerdes, Neuilly-sur-Seine, Marabout, 3 mars 2011, 288 p. (ISBN 978-2-7499-1389-6)
- Michaël Jeremiasz et Virginie Troussier (préf. Léa Salamé, postface Teddy Riner), Ma vie est un sport de combat, Vanves, Éditions Marabout, 26 septembre 2018, 240 p. (ISBN 978-2-501-13679-2)

Préface :
- François Chevet, Prendre soin, Paris, Don Quichotte, 5 avril 2018, 192 p. (ISBN 978-2-35949-699-4)
- Pierre et Myriam Cabon, Un éclat dans le noir, Paris, Fayard, octobre 2021, 238 p.  (ISBN 978-2-213-72046-3)